# Episodi de Il vostro amichevole Spider-Man di quartiere
La prima stagione della serie animata Il vostro amichevole Spider-Man di quartiere, composta da dieci episodi, è stata pubblicata sul servizio di streaming on demand Disney+ dal 29 gennaio al 19 febbraio 2025 in tutti i Paesi in cui il servizio è disponibile.
| nº | Titolo originale         | Titolo italiano             | Pubblicazione    |
| -- | ------------------------ | --------------------------- | ---------------- |
| 1  | Amazing Fantasy          | Amazing Fantasy             | 29 gennaio 2025  |
| 2  | The Parker Luck          | La fortuna dei Parker       | 29 gennaio 2025  |
| 3  | Secret Identity Crisis   | Crisi d'identità segreta    | 5 febbraio 2025  |
| 4  | Hitting the Big Time     | Andando alla grande         | 5 febbraio 2025  |
| 5  | The Unicorn Unleashed    | L'unicorno scatenato!       | 5 febbraio 2025  |
| 6  | Duel with the Devil      | Duello con il diavolo       | 12 febbraio 2025 |
| 7  | Scorpion Rising          | L'ascesa dello scorpione    | 12 febbraio 2025 |
| 8  | Tangled Web              | Ragnatela ingarbugliata     | 12 febbraio 2025 |
| 9  | Hero or Menace           | Eroe o minaccia             | 19 febbraio 2025 |
| 10 | If This Be My Destiny... | Se è scritto nel destino... | 19 febbraio 2025 |

## Amazing Fantasy
- Titolo originale: Amazing Fantasy
- Diretto da: Mel Zwyer
- Scritto da: Jeff Trammell

### Trama
Il primo giorno di Peter Parker alla Midtown High School, una lotta tra lo stregone Stephen Strange e un alieno simbiotico distrugge la scuola. Peter salva una studentessa del primo anno, Nico Minoru, dall'alieno. Cade privo di sensi dopo essere stato morso da un ragno emerso da un portale creato da Strange durante la lotta. Diversi mesi dopo, Peter ha sviluppato abilità simili a quelle dei ragni e opera segretamente come il vigilante Spider-Man. A causa della distruzione della Midtown High, lui e Nico, ora migliori amici, frequentano la Rockford T. Bales High School, che non ha i corsi avanzati e la tecnologia per cui Peter era entusiasta di andare alla Midtown. Alla Bales frequentano anche la cotta d'infanzia di Peter, Pearl Pangan, e il suo nuovo fidanzato, il capitano della squadra di football Lonnie Lincoln. Un giorno, mentre va a scuola, Peter salva Harry Osborn da un gruppo di teppisti che trasmettono in streaming l'interazione. Più tardi, ferma due criminali in fuga dalla polizia e riceve una maggiore attenzione pubblica. Dopo la scuola, Peter torna nell'appartamento in cui vive con la zia vedova May Parker e viene accolto dall'uomo d'affari Norman Osborn.

## La fortuna dei Parker
- Titolo originale: The Parker Luck
- Diretto da: Liza Singer
- Scritto da: Charlie Neuner

### Trama
Norman offre a Peter uno stage esclusivo presso la sua azienda, Oscorp, che Peter accetta volentieri. Il giorno dopo, va alla Oscorp dopo la scuola e incontra i colleghi stagisti Jeanne Foucault, Asha e Amadeus Cho. Peter è scoraggiato dal severo Bentley Wittman, uno scienziato che supervisiona gli stagisti, ma si diverte di più dopo essere stato assegnato a lavorare con la scienziata Carla Connors un progetto energetico. Peter si perde la vittoria della scuola a una partita di football e non riesce a unirsi a Nico quando vengono entrambi invitati a una festa da Lonnie e Pearl. Durante una pausa dal lavoro, Peter vede un notiziario su un edificio in fiamme e va a indagare come Spider-Man. Trova un piromane di nome Butane che è stato assunto per distruggere un edificio con i suoi lanciafiamme ad alta tecnologia come parte di una truffa assicurativa, anche se sta accidentalmente distruggendo l'edificio sbagliato. Peter sottomette Butane e nota un logo familiare sulla sua attrezzatura. Rientrato alla Oscorp più tardi di quanto sperasse, Peter viene convocato nell'ufficio di Norman. Norman mostra a Peter un filmato di sicurezza in cui quest'ultimo indossa il costume di Spider-Man.

## Crisi d'identità segreta
- Titolo originale: Secret Identity Crisis
- Diretto da: Stu Livingston
- Scritto da: Jeff Trammell

### Trama
Norman invita Peter a una cena privata dove rivela che in precedenza sospettava che Peter fosse collegato a Spider-Man dopo averlo rintracciato dopo il salvataggio di Harry. Peter inizialmente rifiuta l'offerta di Norman di una partnership, ma accetta di continuare il suo tirocinio alla Oscorp per aiutare May a pagare le bollette. Nel frattempo, il fratello minore di Lonnie si unisce a una banda locale nota come ''la gang della 110th strada''. Lonnie entra nel quartier generale della banda per recuperare suo fratello minore, ma Big Donovan lo costringe a unirsi alla banda in cambio del permesso a suo fratello minore di andarsene. I criminali locali Maria Vásquez e James Sanders ottengono guanti e stivali high-tech da un misterioso benefattore e rapinano una gioielleria. Spider-Man combatte Maria e James, ma viene rapidamente superato dalla coppia. Con l'aiuto di Norman, Spider-Man riesce a sconfiggere i due criminali, e nota lo stesso logo dell'equipaggiamento del piromane sugli stivali di James. Riconoscendo di aver bisogno di aiuto, Peter accetta l'offerta di Norman.

## Andando alla grande
- Titolo originale: Hitting the Big Time
- Diretto da: Liza Singer
- Scritto da: Charlie Neuner

### Trama
Con i Vendicatori divisi sugli accordi di Sokovia, Norman crede che lui e Peter debbano farsi avanti per diventare i protettori di New York e chiede a Peter di provare vari costumi e identità che la Oscorp ha sviluppato per lui per espandere il suo arsenale. Tuttavia, la maggior parte dei costumi ha prodotto risultati contrastanti. Nel frattempo, Big Donovan fa uscire Lonnie per prendere del cibo per la gang della 110th strada, durante la quale viene minacciato e inseguito da una banda rivale conosciuta come gli Scorpioni, guidata da Mac Gargan. Donovan usa la conoscenza che gli Scorpioni hanno di lui come leva per tenerlo nella banda e proteggere la sua famiglia. Norman si rende conto che Peter dovrebbe avere qualcosa di più vicino a ciò che gli è familiare e gli concede una versione bianca migliorata del costume di Spider-Man, che lo aiuta a salvare gli astanti che sono stati catturati nel fuoco incrociato di un tentativo di fuga da parte di un gruppo di criminali russi. Quando torna nell'ufficio di Norman, rivela accidentalmente la sua identità a Harry. Mentre la maggior parte dei criminali russi viene catturata, Mila Masaryk fugge e porta i soldi rubati al benefattore che concede ai criminali il loro equipaggiamento high-tech: Otto Octavius.

## L'unicorno scatenato!
- Titolo originale: The Unicorn Unleashed
- Diretto da: Stu Livingston
- Scritto da: Jeff Trammell

### Trama
Otto dà a Mila un elmetto con la capacità di sparare laser dalla fronte e analizzare le mosse del suo avversario, e progetta di utilizzare la ricchezza che ha guadagnato dai criminali e la tecnologia che ha sviluppato per farsi un nome. Norman decide che è meglio che Harry sia coinvolto nella sua collaborazione con Spider-Man per sostituirlo quando è impegnato. Mila, che si fa chiamare l'Unicorno, aiuta i suoi compagni a fuggire di prigione, e combatte contro  Spider-Man. Riesce quasi a ucciderlo, ma viene fermata dal suo complice Mikhail Sytsevich dopo che lei lo ha usato come esca nella loro lotta, permettendo a Spider-Man di catturarli. Nonostante Spider-Man gli abbia salvato la vita, Mikhail giura vendetta per la sua prigionia. Peter si unisce a Nico al cinema e invita Harry a unirsi a loro, sconvolgendola. Nel frattempo, Lonnie è costretto a lasciare ancora una volta l'allenamento di football per aiutare la gang della 110th strada in una guerra territoriale contro gli Scorpioni. Dopo aver salvato Big Donovan da Gargan, viene rispettato dalla banda e si guadagna il soprannome di "Lapide".

## Duello con il diavolo
- Titolo originale: Duel with the Devil
- Diretto da: Liza Singer
- Scritto da: Charlie Neuner

### Trama
Lonnie viene cacciato dalla squadra di football perché continua a saltare sia gli allenamenti che la scuola, ma si rifiuta di dire a Pearl le sue priorità alla gang della 110th strada. Peter invita sia Harry che Nico a trascorrere del tempo a casa sua in modo che il suo gruppo di amici possa avvicinarsi, ma le loro personalità contrastanti rendono le cose difficili. Mentre Norman partecipa a una cena di beneficenza con Thaddeus Ross, scopre che qualcuno sta irrompendo nella Oscorp e manda Peter a indagare. Spider-Man scopre che il colpevole è il vigilante Daredevil, che crede che Norman stia nascondendo qualcosa di sinistro. I due combattono, e alla fine Daredevil mette KO Spider-Man. Una volta tornato, Norman rivela di aver scoperto che il suo ex socio Octavius è dietro la tecnologia per i super criminali e crede di aver assunto Daredevil per derubarlo. Quando Peter torna a casa, scopre che Harry ha detto a Nico di essere Spider-Man dopo che lei ha affermato che non le nasconde segreti, e lei se ne va furibonda. Nel frattempo, Lonnie sfugge alla seconda in comando di Gargan, Carmilla Black, ma lei riesce a rintracciarlo fino al nascondiglio della gang della 110th strada mentre Octavius equipaggia Gargan con un'armatura simile a uno scorpione.

## L'ascesa dello scorpione
- Titolo originale: Scorpion Rising
- Diretto da: Stu Livingston
- Scritto da: Raven Koné

### Trama
Nico inizia a ignorare Peter a scuola, arrabbiata perché le nasconde il suo segreto. Peter e Norman deducono che Octavius sta usando le radiazioni gamma per la sua tecnologia e iniziano a tracciarla in giro per la città per localizzarlo. Nel frattempo, Harry porta Nico fuori a mangiare nel tentativo di farle perdonare Peter per le sue azioni. I due iniziano a legare dopo che lui le insegna a guidare e a partecipare a una gara di strada contro un guidatore indisciplinato. Mentre lei ha ancora difficoltà a perdonare Peter, Harry le dice che Peter probabilmente ha tenuto il segreto per proteggerla. Ci ripensa mentre si scusa con Harry per come lo ha trattato prima e lo chiama amico. Pearl viene a sapere del coinvolgimento di Lonnie con la gang della 110th strada da Andre e lo affronta nel loro nascondiglio. Mentre Lonnie continua a respingerla, la gang viene attaccata da Gargan. Spider-Man salva i due e la gang evacua mentre combatte Gargan. Norman, distratto dalla ricerca di Octavius, fornisce un'assistenza minima nella lotta, portando Peter a essere trafitto da un Gargan carico di raggi gamma e infuriato. Prima che possa essere ucciso, Norman invia un aliante per salvare Peter.

## Ragnatela ingarbugliata
- Titolo originale: Tangled Web
- Diretto da: Liza Singer
- Scritto da: Charlie Neuner

### Trama
Peter è scosso dopo il suo combattimento con Scorpion e non è sicuro di poterlo davvero sconfiggere. Norman gli dà un ultimatum per farsi avanti come Spider-Man o metterà fine alla loro collaborazione. Crolla di fronte a May per quanto stressante sia stata la sua vita, e lei lo collega ai suoi sentimenti dopo la morte di suo zio Ben. Dopo essere stato informato da Norman su dove si trova Octavius, Ross fa arrestare Octavius con l'aiuto di Iron Man. Il giorno dopo, Peter va a casa di Pearl per aiutarla con un incarico. Lonnie va a trovarla per informarla che la gang della 110th strada sta dando la caccia a Gargan, e Pearl rompe con lui dopo che si rifiuta di lasciare la gang. Grazie a una soffiata da uno dei soci di Mila e Mikhail, Dmitri Smerdyakov, la gang viene a conoscenza del nascondiglio abbandonato di Octavius e del piano di usare la sua tecnologia per combattere Gargan. Peter discute del suo dilemma con Norman, che crede che il motivo per cui Gargan lo ha sconfitto è perché si sta trattenendo e che da un grande potere deriva un grande rispetto. Dopo essere andato via, Harry rivela a Peter di aver chiesto agli scienziati della Oscorp di sviluppare per lui un nuovo costume rosso e blu di Spider-Man.

## Eroe o minaccia
- Titolo originale: Hero or Menace
- Diretto da: Liza Singer
- Scritto da: Jeff Trammell

### Trama
Norman fa visita a Otto in prigione per gongolare del suo coinvolgimento nell'arresto di quest'ultimo e rivelare che la Oscorp sta sequestrando la sua tecnologia. Il 110° interferisce con il trasferimento di tecnologia per dirottare la tecnologia prima che Spider-Man li fermi. Scorpion e i suoi uomini arrivano sulla scena e subito scoppia una rissa tra le due bande. Big Donovan fugge dal combattimento dopo che Scorpion lo ha quasi ucciso. Lonnie viene esposto a un gas misterioso durante la ricerca nella tecnologia di Octavius, che lo porta ad acquisire forza e resistenza sovrumane. Usando i suoi nuovi poteri, si allea con Spider-Man per affrontare Scorpion. Dopo che Gargan seppellisce Lonnie sotto le sbarre di metallo, Peter accetta il consiglio di Norman e smette di trattenersi, quasi uccidendo Scorpion fino a quando Lonnie non lo ferma e permette ai poliziotti di arrestarlo. Dopo aver visto Spider-Man in azione, Nico perdona Peter per averle mentito e i due tornano amici. Dopo che Norman ringrazia Peter per il suo lavoro nel fermare Scorpion, viene rivelato che sta lavorando con gli scienziati della Oscorp per trovare un modo per replicare i poteri di Spider-Man iniettando un ragno con il sangue di Peter.

## Se è scritto nel destino...
- Titolo originale: If This Be My Destiny...
- Diretto da: Stu Livingston
- Scritto da: Charlie Neuner e Jeff Trammell

### Trama
Norman rivela di aver utilizzato il lavoro degli stagisti per creare il Progetto Monolite, una porta d'accesso al cosmo che intende utilizzare per espandere le loro risorse. Doctor Strange arriva per fermarlo, ma fa sottomettere Strange ai suoi scienziati e ordina loro di attivare il portale, che evoca l'alieno simbiotico che ha attaccato la Midtown High. Spider-Man si allea con Strange per combattere la creatura, durante la quale Strange viaggia indietro nel passato, con il risultato che la battaglia iniziale a Midtown High e Peter viene morso dal ragno che è entrato nel portale temporale con loro. Spider-Man e Strange sono infine in grado di rimandare l'alieno sul suo pianeta natale e distruggere il portale. Harry decide di creare la sua compagnia, la Worldwide Engineering Brigade (W.E.B.), per invitare i geni più giovani come gli stagisti della Oscorp a continuare il loro lavoro scientifico senza essere sfruttati da suo padre. Asha e Jeanne (che è segretamente la compagna del vigilante Daredevil, Finesse) decidono di arruolarsi, mentre Cho rifiuta e diventa invece un dipendente a tempo pieno della Oscorp. Anche Lonnie viene invitato a unirsi a lui per diventare il nuovo leader del 110°. Norman indaga sul relitto e trova parte del simbionte rimasto dalla battaglia. Mentre Octavius pianifica la sua fuga, May si reca in prigione per parlare con il padre incarcerato di Peter, Richard Parker.